# David Pollet
David Pollet (La Bassée, 12 agosto 1988) è un calciatore francese naturalizzato belga, attaccante del Wasquehal.

## Biografia
È nato da padre francese e madre belga.

## Carriera

### Club
Ha giocato nel Lens per quindici anni, andando a giocare in Belgio dal 14 gennaio 2013, a Charleroi. Poco più d'un anno più tardi, il 20 gennaio 2014, l'Anderlecht lo preleva per € 2.250.000. A fine stagione passa al Gent in cambio di € 1,5 milioni.

## Palmarès

### Club

#### Competizioni nazionali
- Campionato belga: 1

Gent: 2014-2015